# ريتشارد إيرل تومسون
ريتشارد إيرل تومسون (بالإنجليزية: Richard Earl Thompson)‏ هو رسام ورسام توضيحي أمريكي، ولد في 26 سبتمبر 1914 في أوك بارك في الولايات المتحدة، وتوفي في 6 أغسطس 1991 في تروكي في الولايات المتحدة.